# 아메리카 갓 탤런트
아메리카 갓 탤런트(영어: America's Got Talent)는 미국 NBC에서 방송되고 있는 공개 오디션 프로그램이다.

## 같이 보기
- 브리튼스 갓 탤런트
- 코리아 갓 탤런트
- 차이나 갓 탤런트
- 베트남 갓 탤런트
- 아시아 갓 탤런트
- 갓 탤런트